# SimpleTV
SimpleTV (hasta 2020, DirecTV Venezuela), oficialmente Galaxy Entertainment de Venezuela C.A., es una empresa de telecomunicaciones venezolana de televisión por suscripción. Es operada por la empresa chilena Scale Capital S.A. y es presidida por el empresario venezolano Alexander Elorriaga.

## Historia

### Problemas legales
El 19 de mayo de 2020, fueron cerradas de manera total las operaciones de DirecTV en Venezuela, debido a las sanciones al canal privado Globovisión y al canal estatal PDVSA TV por parte de la administración del entonces presidente de Estados Unidos Donald Trump. En Venezuela, las compañías de servicios de televisión por suscripción tienen la obligación de transmitir todos los canales nacionales incluidos los sancionados Globovisión y PDVSA TV de acuerdo a las leyes del país. Las sanciones impuestas por EE. UU. prohíben a empresas estadounidenses mantener relaciones comerciales con empresas sancionadas relacionadas con el gobierno de Nicolás Maduro, acción que les limita la transmisión de los canales Globovisión y PDVSA TV, los cuales se requieren bajo la licencia de DirecTV para proporcionar el servicio de televisión de pago en Venezuela.
El 14 de agosto de 2020, después de una actualización en los decodificadores que se hizo para que sus clientes recibieran la guía de programación, se anunció que la empresa chilena Scale Capital S.A., compraría la filial de DirecTV en Venezuela. Durante varios meses los usuarios se quedaron sin servicio (entre mayo y agosto), el gobierno intentó reponer la señal sin lograrlo, posteriormente la empresa Scale Capital compró los derechos y empezaron a recibir como pruebas la nueva señal, visualización de los canales. Asimismo, se llegó a un acuerdo que los primeros 90 días el servicio sería completamente gratis. El 13 de noviembre se hizo saber al público que el período de señal libre se extendería hasta el 15 de diciembre del 2020.
El 3 de septiembre de 2020, fueron agregados a la parrilla de programación algunos canales propiedad del gobierno de Venezuela que no habían sido sancionados por el gobierno de Estados Unidos, tales como, TVes, ViVe TV, TV FANB y fueron restituidas las señales de canales internacionales que no habían sido incluidos anteriormente como IVC, Telemundo Internacional y Ve Plus.

### Cambio de dueño
El 8 de octubre de 2020, la empresa chilena Scale Capital S.A. (dueños en Chile de la compañía telefónica Simple) confirmó el cambio del nombre comercial del servicio a «SimpleTV» y anunció que estaban autorizando la transmisión de la señal de DirecTV de manera gratuita, lo que se mantendría por un período de 120 días.
El 17 de noviembre de 2020, anunciaron los planes y sus costos a través de su página web, ello luego de mucha especulación por parte de periodistas y medios de comunicación al respecto de los precios. Posteriormente se hizo público que todos los usuarios de la antigua DirecTV podrían registrarse hasta el 15 de diciembre en el nuevo sistema de la empresa, desde donde podrían escoger sus planes y realizar el pago por el mismo. Esto también suponía que el plazo de 120 días de señal gratuita llegaba a su fin.
A partir del propio 15 de diciembre, numerosos usuarios comenzaron a manifestar quejas e inquietudes a través de Twitter, alegando fallas del sistema que les imposibilitaban registrarse. Otros usuarios señalaban que habían pagado y no se les activaba la señal, lo que dio origen a una etiqueta que se volvió tendencia en la red social, denominada #SimpleEstafa. La situación conllevó a que el presidente de Simpletv, Alexander Elorriaga, accediera a participar en una entrevista con el periodista venezolano Román Lozinski, junto a la Directora de Operaciones de la empresa, Olga Berrio. Durante la  entrevista, ambos portavoces de la empresa explicaron en detalle  la razón de las fallas del sistema, extendieron disculpas a los usuarios e hicieron público que la empresa se encargaría de todos y cada uno de los casos problemáticos. Luego, el 19 de diciembre, Alexander Elorriaga y María Elisa Álvarez participaron del programa de radio del periodista Edgar Rincón para explicar nuevamente las fallas y reiterar el compromiso de la empresa con sus usuarios.
En diciembre de 2021, en un intento de obtener más ingresos de sus suscriptores liberaron cinco canales en su parrilla más económica de los planes Básico y Byte, temporalmente con la intención de estimular a los usuarios para adquirir paquetes más costosos. La tarifa mensual del plan Básico es de Bs 4,85, equivalentes a 1,08 dólares, la del plan Byte es de Bs 22,50 (unos  5,02 dólares).

#### Compra de la casa matriz
El 21 de julio de 2021, se hizo público que el Grupo Werthein, un holding argentino, había comprado Vrio Corp, encargada de las operaciones de Sky Brasil y de DirecTV en Latinoamérica y el Caribe. Este hecho supuso reacordar la relación entre Simple y Vrio Crop. La directora del área de Mercadeo y Comunicaciones de la empresa, María Elisa Álvarez ratificó el 12 de septiembre del mismo año que el Grupo Werthein continuaría proveyendo señal para SimpleTV.

### Scale Capital
Scale Capital es una firma de capital privado y crecimiento de mercado medio, dedicada exclusivamente a inversiones en telecomunicaciones, medios y tecnología en América Latina y España. Con la compra de Directv Venezuela, Scale Capital obtuvo la plataforma física que ya poseía dicha organización, lo cual permitió que los usuarios de la próxima compañía de televisión por suscripción, Simple, activaran sus decodificadores, posicionaran sus antenas de señal correctamente y pudieran disfrutar del servicio de televisión y entretenimiento.
El 7 de abril de 2024, SimpleTV estrenó su miniserie original, Las doñas del Cafetal, la cual estaría disponible en formato on demand en Simpleplus. La serie fue protagonizada por Dora Mazzone, Sonia Villamizar, María Antonieta Duque y Adriana Romero y dirigida Luis Carlos Hueck.

## Productos

### Símpaty
Símpaty es un chatbot implementado por Simple que utiliza inteligencia artificial para interactuar con los suscriptores por medio de diversos canales. Inicialmente, la asistente virtual era principalmente informativa y operaba únicamente vía web y mensajería de texto. Después de dos años, el desarrollo de su funcionalidad le permite ser transaccional, generar diálogos de respuestas automáticas y atender instantáneamente las solicitudes de los usuarios.[cita requerida]
En febrero de 2022, Simpaty, ganó la quinta edición de los Planeta Chatbot Awards en Madrid, en la categoría Startup. El concurso reunió a las mejores iniciativas relacionadas con sistemas de tecnología conversacional del mercado hispanohablante, las cuales concursaron en dos categorías: Asistente Conversacional Startup y Chatbot Corporativo.

### Simpleplus
En julio del 2023, Simple anunció el lanzamiento de su plataforma de streaming, Simpleplus, la cual sería una plataforma de televisión por internet exclusivo para los suscriptores de SimpleTV con la cual los usuarios podrían ver en diferentes tipos de dispositivos inteligentes los canales en SimpleTV y su programación, ya sea en directo o en formato de grabaciones.

### Simplefibra
El 11 de abril de 2024, la operadora inaugura Simplefibra, un servicio de Internet por fibra óptica, con planes de internet de 50, 100, 200 y 500 mbps simétricos, cuya cobertura iría en un crecimiento progresivo en el país.